# Kudan (yêu quái)

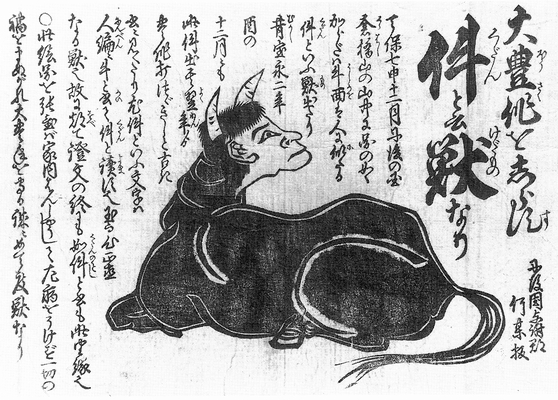
Hình vẽ Kudan trên một bài báo

Kudan (tiếng Nhật: 件 nghĩa đen là "chất liệu", thường được thông dịch một cách sáng tạo hơn là "bò mặt người" hay bò đầu người hay ngưu nhân diện) là một yêu quái Nhật Bản (yōkai) được biết đến rộng rãi trên khắp Nhật Bản trong nửa đầu thế kỷ XIX cho đến nay. Theo ký tự kanji Nhật thì cụm từ Kudan gồm hai bộ ký tự là hito (人/nhân: Người) và ushi (牛/ngưu: Bò) hay còn gọi là ngưu nhân.
Đây là loại yêu quái có thân hình của một con bò nhưng có khuôn mặt của một con người, đặc trưng này trái ngược với các ngưu nhân trong thần thoại Hy Lạp và vùng Trung Cận Đông, châu Âu, nơi ngưu nhân là sinh vật thân người nhưng có đầu bò. Kudan dường như là sinh vật sinh ra chỉ để nhắn một lời tiên tri về một điều gì đó rồi chết đi. Truyền thuyết về Kudan kéo dài đến sau chiến tranh thế giới thứ hai. Ngày nay, yêu quái này là biểu tượng mang lại điều may mắn cho con người.

## Các sự kiện
Kudan thường xuất hiện tại các trang trại ở Kyushu và miền Tây Nhật Bản và nó chỉ thích uống sữa. Kudan là sinh vật tiên tri dưới hình dáng một con bò nhưng có khuôn mặt người. Tuổi thọ của một con Kudan chỉ kéo dài vài ngày sau khi chào đời. Chúng được sinh ra từ những con bò và được cho là điềm báo cho một sụ kiện lịch sử quan trọng. Dân gian đồn thổi rằng, Kudan là một yokai chỉ xuất hiện sau khi thời kỳ Edo kết thúc. Đây là giai đoạn xã hội có nhiều biến động to lớn, sự sụp đổ của Mạc Phủ, sự trở lại của đế quốc, việc mở cửa với phương Tây. Trong thời gian này, hàng loạt câu chuyện về Kudan được sinh ra và đưa ra những lời tiên tri xuất hiện khắp nước Nhật.
Một trong những dự đoán của Kudan chính là Chiến tranh Nga–Nhật và cuộc chiến Thái Bình Dương. Năm 1827, một Kudan xuất hiện ở tỉnh Etchu (nay là một phần của quận Toyama) và được gọi là "Kudabe" (くだべ). Sinh vật này đã dự đoán "Nhiều người sẽ trở thành nạn nhân của một dịch bệnh trong vài năm tới nếu họ không treo hình vẽ "Kudabe" trong nhà!". Năm 1836, tại tỉnh Tango, một con Kudan khác đã xuất hiện trên núi Kurahashi. Ngày 21 tháng 06 năm 1909, một tờ báo của Nagoya đã đăng bài về Kudan, trong đó Kudan với khuôn mặt người sống trên đảo Goto đã dự đoán về chiến tranh của Nhật và Nga. Sinh vật này sau khi chết đã được trưng bày tại bảo tàng Yahiro ở Nagasaki, bảo tàng hiện đã đóng cửa.
Năm 1930, một Kudan xuất hiện trong rừng ở quận Kagawa đã tiên đoán rằng. "Một cuộc chiến tranh sẽ xảy ra. Nhật sẽ chiến thắng nhưng sau đó, chúng ta sẽ phải đối mặt với bệnh dịch hạch. Các duy nhất để thoát là ăn đậu đỏ và buộc những sợi dây quanh cổ tay trong 3 ngày kể từ ngày nghe lời tiên tri", sau đó đã ứng nghiệm với nạn đói Tenpō. Năm 1933, tin đồn này đã lan tới quận Nagano nhưng bị biến thể thành một con thú với đầu rắn ở đền Suwa (quận Nagano) truyền đi. Kết quả, hàng loạt trường tiểu học đã phải bổ sung thêm đậu đỏ vào khẩu phần ăn trưa cho học sinh theo yêu cầu từ gia đình. Năm 1943, một con Kudan xuất hiện ở Iwakuni đã dự đoán: "Chiến tranh sẽ kết thúc vào năm sau trong tháng Tư hoặc tháng Năm".

## Ý nghĩa
Sau khi sinh, Kudan đã có thể nói tiếng người và chúng bắt đầu đưa ra những lời tiên tri. Chúng thường là những dự đoán về mùa màng, nạn đói, bệnh dịch hay chiến tranh. Những dự đoán của Kudan nhiều lần ứng nghiệm thành sự thật. Ngay khi hoàn thành lời tiên tri của mình, Kudan sẽ chết đi. Tại Nhật có một thành ngữ Kudan no Gotoshi ("件の如し") nghĩa là "Giống như Kudan". Từ này xuất hiện cả trong dân gian lẫn các văn bản hành chính. Nó được dùng trong trường hợp nói về một điều gì đó luôn luôn đúng. Trong tiếng Việt có thể nói nôm na là "Nói như đúng rồi ấy". Thành ngữ này xuất hiện vào thời Heian trong khi Kudan xuất hiện vào cuối thời kì Edo nên mối quan hệ giữa cụm từ này và yokai Kudan vẫn còn là một bí ẩn. Ngày nay, hình ảnh Kudan được dùng làm bùa may mắn, thịnh vượng, sức khỏe và bảo vệ người đeo khỏi tai họa.

## Giải trí
Kudan là chất liệu để sáng tác một số truyện tranh (manga) liên quan như: "Kyokou Suiri – Những vụ án của quái vật" của tác giả Shiroudaira Kyou. Trong tác phẩm này có nhân vật Sakuragawa Kurou một cậu trai hai mươi tư tuổi, Kurou là con trai út của một gia đình chuyên nghiên cứu cách để con người có được sức mạnh của yêu quái. Họ dùng chính dòng dõi của mình để thí nghiệm. Anh là sản phẩm thành công cuối cùng: sở hữu sự bất tử của nhân ngư và khả năng tiên tri của Kudan là quái thú đầu người mình bò. Kurou hiền lành và tốt bụng, nhưng chính vì thể trạng của mình mà anh luôn sợ hãi khi yêu ai đó. Trước sự theo đuổi quyết liệt của Kotoko, cuối cùng anh cũng bị chinh phục. Ngoài ra còn bộ truyện tranh Kudan no Gotoshi-Ngưu nhân.